# Михайловка (Николаевский сельсовет)
Михайловка (бел. Міхайлаўка; 1765 г. - Палаши; до 1917 года - фольварк Михайловка) — деревня в Николаевском сельсовете Светлогорского района Гомельской области Беларуси.

## География
С трёх сторон окружена смешанным лесом. На западе протекает речка Ипа, левый приток Припяти.

### Расположение
В 30 км на запад от Светлогорска, 28 км от железнодорожной станции Светлогорск-на-Березине (на линии Жлобин — Калинковичи), 130 км от Гомеля.

## Транспортная сеть
Транспортные связи по просёлочной (2 км), затем автомобильной дороге Бобруйск — Мозырь. Через деревню проходит дорога районного значения Лядцы - Ракшин (выход на автотрассу Октябрьский - Речица, Р82)

## История
Согласно письменным источникам известна с XVIII века как селение Палаши в Бобруйском повете Минского воеводства Великого княжества Литовского. Инвентарь Бобруйского староства упоминает деревню Палаши в 1765 году. После 2-го раздела Речи Посполитой (1793 год) в составе Российской империи. Имение И. П. Пущина с 1797 года (имение Паричи). До 1917 года фольварк Михайловка. В 1921 году несколько семей из деревни Язвин переехали на эту территорию и деревня получила название - Михайловка. 
В 1932 году жители вступили в колхоз.
Во время Великой Отечественной войны находилась на линии фронта с ноября 1943 года по 24 июня 1944 года. О проходивших здесь боях свидетельствуют многочисленные траншеи, землянки и др. Освобождала деревню 65 армия под командованием П. И. Батова (см. карту в его книге «В походах и боях». В окрестностях деревни располагались командные пункты К. К. Рокоссовского и других. Погибшие в окрестностях деревни воины похоронены на кладбище в деревне Язвин (3 км).
После войны уцелело только пять домов. Согласно переписи 1959 года в деревне располагалась начальная школа, проживало 105 жителей.
Состоит из короткой прямолинейной, близкой к широтной ориентации улицы. Застройка деревянная, усадебного типа.

## Население

### Численность
- 2014 год — 5 хозяйств, 16 жителей

### Динамика
- 1925 год — 13 дворов
- 1959 год — 105 жителей (согласно переписи)
- 2004 год — 9 хозяйств, 16 жителей